# Droga wojewódzka 490
Die Droga wojewódzka 490 (DW 490) ist eine zwölf Kilometer lange Droga wojewódzka (Woiwodschaftsstraße) in der polnischen Woiwodschaft Großpolen, die die Droga ekspresowa S11 in Strugi mit der Droga krajowa 25 in Ostrów Wielkopolski verbindet. Die Strecke liegt im Powiat Ostrowski.